# Still Blazin’
Still Blazin’ – siódmy album studyjny Capletona, jamajskiego wykonawcy muzyki reggae i dancehall.
Płyta została wydana 26 lutego 2002 roku przez nowojorską wytwórnię VP Records. Produkcją nagrań zajęli się Errol "General" Adams, Chris Chin oraz Joel Chin.
16 marca 2002 roku album osiągnął 3. miejsce w cotygodniowym zestawieniu najlepszych albumów reggae magazynu Billboard (ogółem był notowany na liście przez 22 tygodnie).
W roku 2003 krążek został nominowany do nagrody Grammy w kategorii najlepszy album reggae. Była to pierwsza nominacja do tej statuetki w karierze muzyka.

## Lista utworów
1. "Search Fi A Find"
2. "Behold" feat. Morgan Heritage
3. "Mashing Up the Earth"
4. "I Will Survive"
5. "Whoa New Way"
6. "Punchline 2 Hit"
7. "Caan Tan Yah"
8. "Hail King Selassie" feat. Luciano
9. "Cooyah Cooyah"
10. "Pure Woman"
11. "Boom Sound"
12. "How It Ago"
13. "Guerilla Warfare"
14. "Red, Red, Red"
15. "In Your Eyes"
16. "Mi Deh Yah"
17. "Jah Gonna Work It Out" feat. Glen Washington
18. "I & I Chant"
19. "Gimme De Woman"

## Twórcy

### Muzycy
- Capleton – wokal
- Glen Washington – wokal (gościnnie)
- Morgan Heritage – wokal (gościnnie)
- Luciano – wokal (gościnnie)
- Barbara Naps – gitara
- Earl "Chinna" Smith – gitara
- Mitchum "Khan" Chin – gitara
- Winston "Bo-Peep" Bowen – gitara
- Larry "Professor" Silvera – gitara basowa
- Donald "Bassie" Dennis – gitara basowa
- Robbie Shakespeare – gitara basowa
- Gerald Thomas – gitara basowa
- Sly Dunbar – perkusja
- Paul Kastick – perkusja
- Alvin Haughton – perkusja
- Danny Marshall – perkusja
- Lincoln "Style" Scott – perkusja
- David "Fluxy" Heywood – perkusja
- Paul "Teetimus" Edmund – perkusja
- Leroy "Horsemouth" Wallace – perkusja
- Herman "Bongo Herman" Davis – perkusja
- Leroy "Mafia" Heywood – instrumenty klawiszowe
- Carol "Bowie" McLaughlin – instrumenty klawiszowe
- Christopher "Longman" Birch – instrumenty klawiszowe
- Paul "Wrong Move" Crossdale – instrumenty klawiszowe
- Courtney Panton – instrumenty klawiszowe
- Andrew Campbell – saksofon
- Dean Fraser – saksofon

### Personel
- Rory Baker – inżynier dźwięku
- Michael McDonald – inżynier dźwięku
- Lynford "Fatta" Marshall – inżynier dźwięku
- Collin "Bulby" York – inżynier dźwięku, miks
- Roland McDermott – inżynier dźwięku, miks
- Errol "General" Adam – miks
- Shane Brown – miks
- Paul Shields – mastering
- Kerry DeBruce – projekt okładki
- William Richards – zdjęcia